# Greece Open 2016
Die Greece Open 2016 im Badminton (auch Hellas Open 2016 genannt) fanden vom 5. bis zum 8. Mai 2016 in Sidirokastro statt.

## Sieger und Platzierte
| Disziplin    | Gold                            | Silber                                   | Bronze                                 |
| ------------ | ------------------------------- | ---------------------------------------- | -------------------------------------- |
| Herreneinzel | Kim Bruun                       | Gabriel Ulldahl                          | Iikka Heino                            |
| Herreneinzel | Kim Bruun                       | Gabriel Ulldahl                          | Kalle Koljonen                         |
| Dameneinzel  | Fabienne Deprez                 | Luise Heim                               | Amalie Hertz Hansen                    |
| Dameneinzel  | Fabienne Deprez                 | Luise Heim                               | Claudia Paredes                        |
| Herrendoppel | Miłosz Bochat Paweł Pietryja    | Filip Michael Duwall Myhren Steve Olesen | Dominik Stipsits Roman Zirnwald        |
| Herrendoppel | Miłosz Bochat Paweł Pietryja    | Filip Michael Duwall Myhren Steve Olesen | Henri Aarnio Iikka Heino               |
| Damendoppel  | Jenny Nyström Sonja Pekkola     | Barbara Bellenberg Eva Janssens          | Céline Burkart Tiffany Girona          |
| Damendoppel  | Jenny Nyström Sonja Pekkola     | Barbara Bellenberg Eva Janssens          | Line Fleischer Nielsen Claudia Paredes |
| Mixed        | Paweł Pietryja Aneta Wojtkowska | Henri Aarnio Jenny Nyström               | Oliver Schaller Céline Burkart         |
| Mixed        | Paweł Pietryja Aneta Wojtkowska | Henri Aarnio Jenny Nyström               | Pierrick Deschenaux Tiffany Girona     |